# Немчанінов Андрій Євгенович

## Біографія
Андрій Нємчанінов народився 27 лиспотада 1966 года в місті Губаха Пермського краю
Займався легкою атлетикою в Розсоші,Луганську,Києві, виступав за Україну.
Першого визначного успіху як спортсмен досяг в сезоні 1992 року, коли на чемпіонаті СНД в Москві з особистим рекордом в 20,60 метри випередив усіх суперників в штовханні ядра та завоював золоту медаль. Завдяки цій перемозі ввійшов до складу Об'єднаної команди, зібраної зі спортсменів колишніх радянських республік для участі в літніх Олімпійських іграх в Барселоні. На попередньому кваліфікаціоному етапі штовхнув ядро на 18,98 метри та в фінал не пройшов.
Після розпаду Радянського Союзу Нємчанінов виступав за збірну України. У 1993 році у складі української національної збірної він відзначився виступом на чемпіонаті світу в Штутгарті, де показав результат в 18,28 метри.
За видатні спортивні досягнення удостоен почесного звання «Майстер спорту міжнародного класу»